# Radioteleskop Effelsberg
Radioteleskop Effelsberg radioteleskop je u mjestu Bad Munstereifel, oblast Euskirchen, Sjeverna Rajna-Vestfalija, Njemačka.
S teleskopom rukuje institut Max Planck za radioastronomiju u Bonnu. Gradio se od 1968. do 1971. godine, a započeo s radom 1972. godine. Glavni problem kod gradnje bila je promjena oblika i geometrije u različitim položajima strukture i radioprijemnik bi se pomaknuo izvan žarišta. Na kraju je iskorištena matematička metoda konačnih elemenata, da bi zbog deformacija reflektor uvijek zadržao oblik parabole. Nakon uspješne dorade promjena oblika je bila ispod 1 mm.
Sve do 2000. godine bio je to najveći radioteleskop u svijetu, koji je mogao promatrati sve točke na nebeskoj sferi.
| Promjer reflektora                                       | 100 m                         |
| Objektiv                                                 | 7,854 m2                      |
| Broj elemenata na reflektoru (paneli)                    | 2,352                         |
| Točnost površine reflektora                              | < 0,5 mm                      |
| Žarišna udaljenost u primarnom žarištu                   | 30 m                          |
| Promjer sekundarnog reflektora (Gregorijanski reflektor) | 6,5 m                         |
| Zaustavljanje objektiva                                  |                               |
| - u primarnom žarištu                                    | f/0,3                         |
| - u sekundarnom žarištu                                  | f/3,85                        |
| Kutna rezolucija                                         |                               |
| - kod 21 cm valne duljine (1.4 GHz)                      | 9,4' (kutnih minuta)          |
| - kod 3 cm valne duljine (10 GHz)                        | 1,15' (kutnih minuta)         |
| - kod 3.5 mm valne duljine (86 GHz)                      | 10" (kutnih sekundi)          |
| Promjer tračnica (azimut)                                | 64 m                          |
| Točnost tračnica                                         | ±0,25 mm                      |
| Raspon azimuta                                           | 480°                          |
| Maksimalna brzina rotacije                               | 30°/min.                      |
| Točnost pronalaska točke                                 |                               |
| - bilo koja                                              | 10"                           |
| - s ponavljanjem                                         | 2"                            |
| Izlazna snaga 16 azimutnih pogona                        | 10,2 kW svaki                 |
| Radijus elevacione staze zupčanog prijenosa              | 28 m                          |
| Raspon elevacije                                         | od 7° do 94°                  |
| - za vrijeme promatranja                                 | od 8,1° do 89°                |
| Maksimalna brzina naginjanja                             | 16°/min.                      |
| Izlazna snaga 4 elevaciona pogona                        | 17,5 kW svaki                 |
| Ukupna težina                                            | 3 200 tone                    |
| Vrijeme gradnje                                          | od 1968. – 1971. godine       |
| Nadmorska visina tračnica                                | 319 m                         |
| Početak rada                                             | 1. kolovoza 1972.             |
| Sagradio                                                 | Arbeitsgemeinschaft KRUPP/MAN |

- Sunce
- Merkur
- Venera
- Zemlja
- Mars
- Jupiter
- Saturn
- Uran
- Neptun
- Pluton

## Vanjske poveznice
- Službena stranica teleskopa u Max-Planck-Gesellschaft institutu
- Bill Keel's "Telescopes I've seen"